# YJ-6
Die YJ-6 (auch C-601; NATO-Codename CAS-1 Kraken) ist eine chinesische Anti-Schiff-Rakete, deren Entwicklung im Jahr 1975 begonnen wurde. Sie ist eine Variante der HY-2, die wiederum auf der sowjetischen P-15 „Termit“ (SS-N-2 „Styx“) basiert. Die ersten Versuchsstarts fanden 1984 statt; noch im selben Jahr wurde die Produktion der Rakete aufgenommen, sodass sie 1985 in Dienst gestellt werden konnte.
Sie verfügt über ein Impulsradar und ist mit einem ECCM-System ausgestattet. Vor dem Start der Rakete kann deren Flughöhe (500, 70 oder 50 Meter) eingestellt werden.

## YJ-61

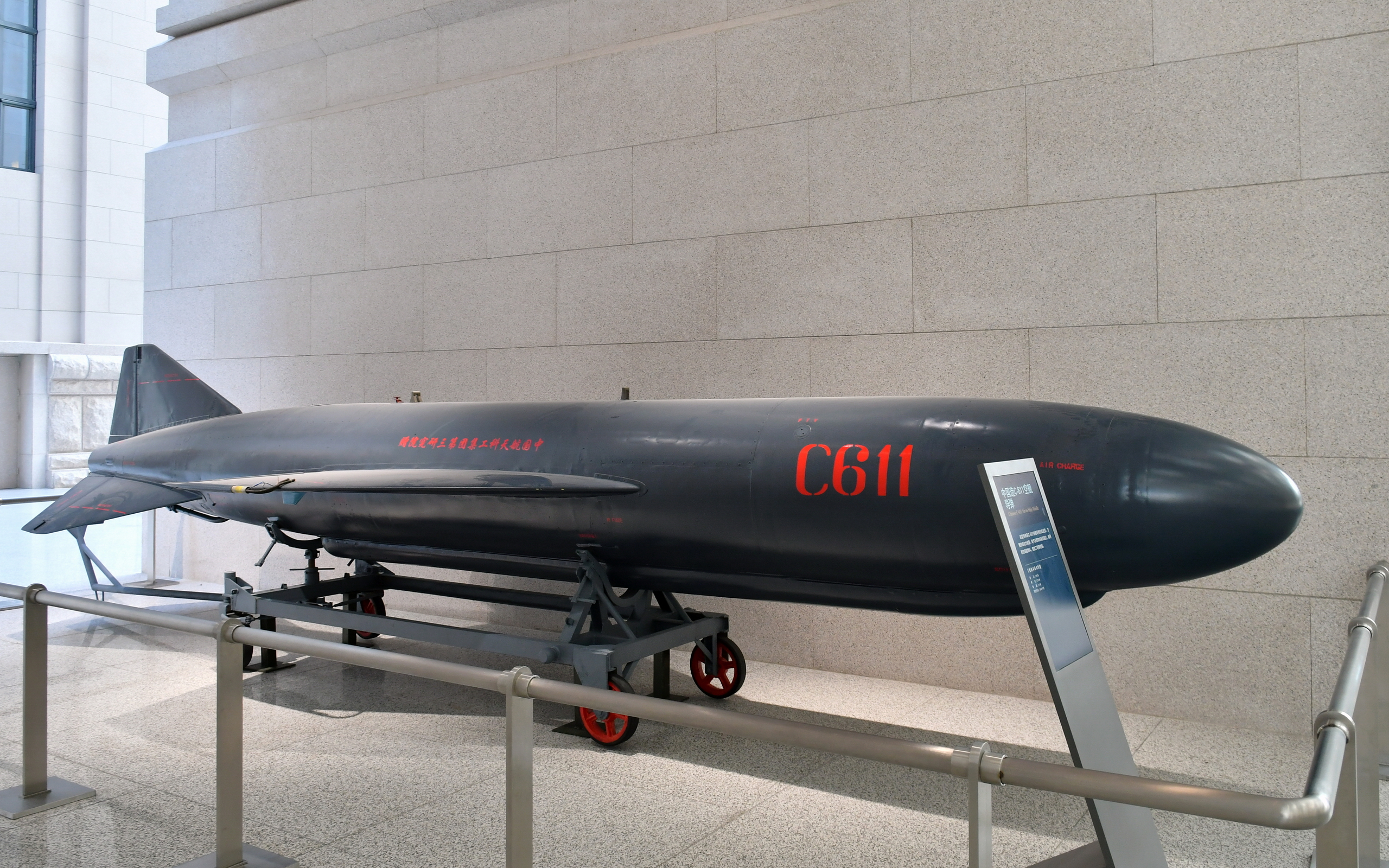
C-611-Rakete

Bei der YJ-61 (C-611) handelt es sich um eine verbesserte YJ-6, bei der ein anderer Treibstoff sowie ein verbesserter Raketenmotor verwendet wird. Dadurch erhöht sich die Reichweite auf etwa 186 bis 200 Kilometer.